# Осада Нарбона (737)
Осада Нарбона — состоявшаяся в 737 году осада войском франков во главе с Карлом Мартеллом принадлежавшего Омейядскому халифату города Нарбон.

## Исторические источники
Основными историческими источниками, повествующими о франкско-арабских войнах в Провансе и Септимании в 730-х годах, являются франкские анналы (например, хроника Продолжателей Фредегара).

## Предыстория
Нарбон был захвачен вали Аль-Андалуса аль-Самхом ибн Маликом аль-Хавлани осенью 719 года. Город получил от мавров новое название — Арбуна, став исходным пунктом всех последующих вторжений испанских мусульман во Франкское государство.
Несмотря на поражение в битве при Пуатье в 732 году, уже в 735 году испанские мусульмане возобновили нападения на земли, находившиеся под властью Карла Мартелла. В том же году, благодаря союзу с правителем Прованса Мавронтом, опасавшимся лишиться власти в случае полного подчинения власти франков, вали Нарбона Юсуф ибн Абд ар-Рахман аль-Фихри овладел Арлем.
В ответ на это в 736 году Карл Мартелл начал активные военные действия на подконтрольных Омейядам землях Прованса и Септимании. В 736 году, после продолжительной осады, франкам удалось овладеть Авиньоном, после чего войско Карла Мартелла переправилось через Рону и вторглось в Септиманию. Целью похода был Нарбон — наиболее крупный город мусульманской Септимании.

## Осада
Здесь возглавлявшееся Карлом Мартеллом войско франков осадило Нарбон, оборону которого возглавлял мусульманский военачальник Атима. Однако быстро взять хорошо укреплённый город христианам так и не удалось.
С целью прекратить подвоз к Нарбону продовольствия из Испании, Карл Мартелл повелел построить укрепления на обоих берегах связывавшей город со Средиземным морем реки. К стенам Нарбона были подведены осадные машины.
Задержка со взятием Нарбона позволила мусульманскому правителю Аль-Андалуза Укбе ибн аль-Хаджажу направить из Испании на помощь осаждённым войско под командованием Амира ибн Айлета. Возможно, франки намеревались и дальше продолжать осаду, но приближение к Нарбону нового войска мавров заставило Карла Мартелла отвести большую часть своего войска от города.
Покинув окрестности Нарбона, франки выступили против возглавлявшейся Амиром ибн Айлетом армии мавров и разгромили её в сражении на берегах реки Берр. Несмотря на победу, Карл Мартелл не стал продолжать далее осаду Нарбоны. Предполагается, что принятие Карлом Мартеллом решения о снятии осады могло быть вызвано несколькими причинами: наступавшей зимой, во время которой было бы трудно организовать снабжение войска продовольствием, получение известий о враждебных намерениях герцога Аквитании Гунальда и антифранкском мятеже в Провансе, поднятом герцогом Мавронтом. По свидетельству историки XVII века Хуана де Феррерас-и-Гарсиа, франки отступили от Нарбона в октябре 737 года.

## Последствия
От Нарбона франки двинулись к Ниму и захватили этот город. Вслед за тем войско Карла Мартелла отправилось в обратный путь, по пути захватив и разорив ещё несколько находившихся под властью мавров городов. В Безье и Агде франками были уничтожены все городские укрепления, а Магелона, имевшая удобный для нахождения военных кораблей мусульман порт, полностью разрушена. Епископ и всё духовенство города покинуло город: епархия Магелона возобновила своё существование только через три века после франкского разорения. Знать Септимании была вынуждена дать Карлу Мартеллу заложников. Также были уничтожены и несколько принадлежавших маврам крепостей.
Восстание герцога Мавронта было подавлено в 739 году, а Нарбон был захвачен франками уже при Пипине Коротком в 759 году.

## Комментарии
1. ↑  Юсуф ибн Абд-ар-Рахман аль-Фихри был назначен на должность вали Нарбона в 734 году[3].